# زیرنویس

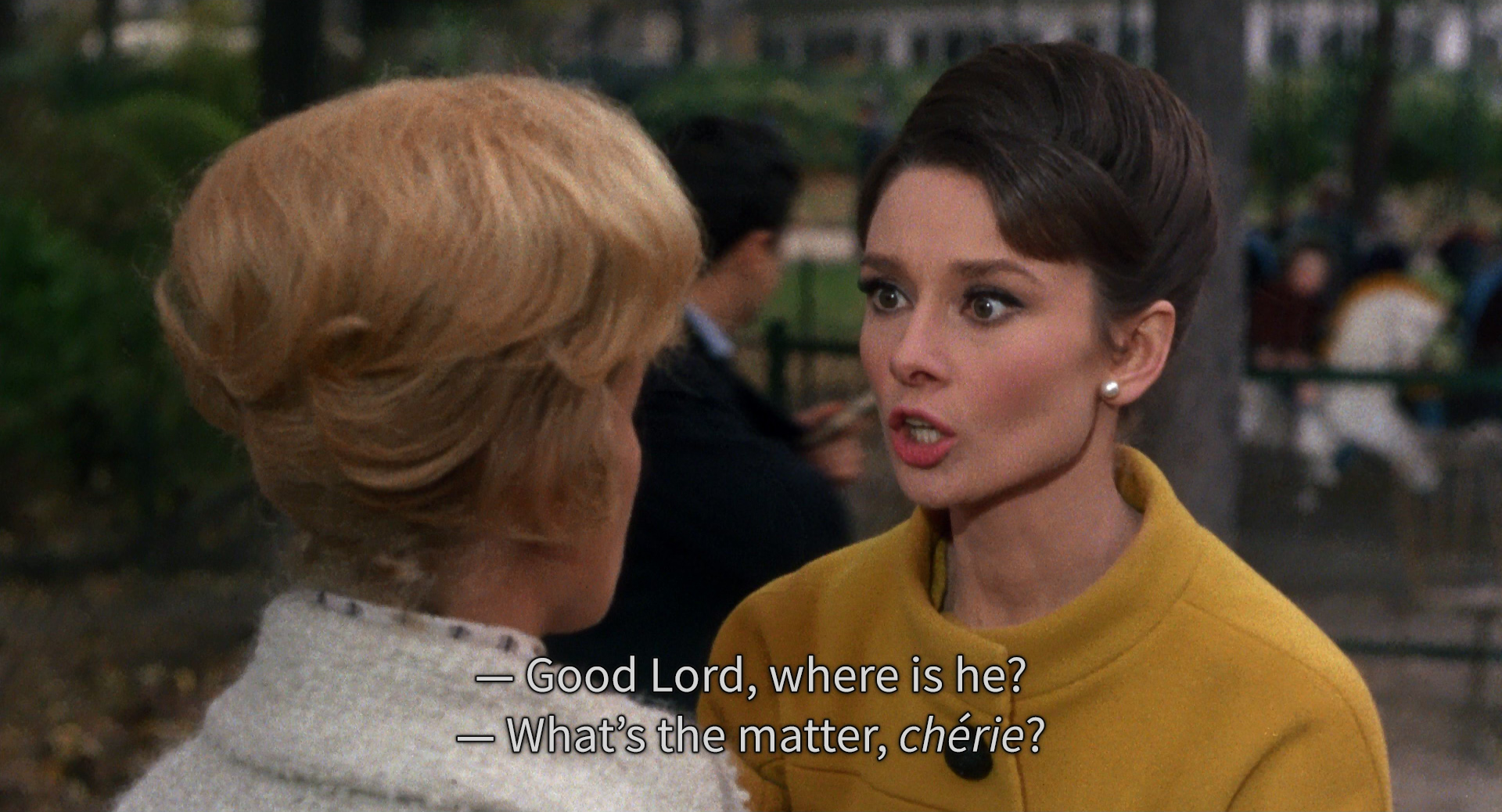
فیلمی با زیرنویسی به زبان انگلیسی. در این فیلم از خط تیرهٔ بلند برای تمایز گوینده‌ها استفاده شده‌است. در زیرنویس‌های فارسی اغلب با خط فاصله گوینده‌ها را از هم متمایز می‌کنند.

زیرنویس‌ متنی است که در پایین صفحه نمایش، درج می‌شود، زیرنویس معمولاً در طول یک فیلم، برنامه تلویزیونی یا سریال، گفتگو یا روایت را به زبان اصلی فیلم یا زبانی دیگر بیان می‌کند. زیرنویس برای کمک به ناشنواها یا کم شنواها طراحی شده‌است تا با خواندن کلماتی که شخصیت‌ها بیان می‌کنند، محتوا را درک کنند. همچنین می‌توان از زیرنویس برای ترجمه گفت‌وگوها در فیلم‌ها یا ویدیوهای خارجی که به زبان دیگری هستند، استفاده کرد. این باعث می‌شود مخاطبان حرف‌های گویندگان را متوجه شوند.

## معنای واژه
واژهٔ زیرنویس از پیشوند زیر- و ستاک نویس تشکیل شده‌است. در برخی موارد، مانند اپرای زنده، گفت‌وگوها بالاتر از صحنه به نمایش در می‌آید که آن را فوق‌نویس می‌نامند. در برخی کشورها زیرنویس‌گذاری در برنامه‌های تلویزیونی برای افراد ناشنوا یا کم‌شنوا را «شرح‌گذاریِ فعّال‌نشده» (در برابر شرح‌گذاری فعّال‌شده) می‌نامند.

## انواع کدبندی
کدبندی نمایش زیرنویس ممکن است به روش از پیش آمیخته در تصویر باشد، یا که از طریق پردازش و برنشانی جداگانهٔ مادّه‌ای ترسیمی یا متنی، توسّط دستگاه گیرنده روی تصویر انجام بگیرد. زیرنویس‌های جداگانه برای زیرنویس‌گذاری در بسترِ لوح‌های بلوری، دی‌وی‌دی، پیام‌نماهای تلویزیونی/پخش ویدئویی دیجیتال (DVB) استفاده می‌شوند یا برای شرح‌گذاری در استاندارد EIA-608 به کار می‌روند. زیرنویس‌های جداگانه به صورت پیش‌فرض پنهان‌شده و ناپیدا هستند، مگر این که فرد بیننده خودش آن زیرنویس را از طریق فهرست گزینه‌های موجود یا با دکمه‌ای اختصاصی بر کنترل یا با گزینش صفحهٔ/خدمات‌دهی مربوطه، فعّال و نمایان کند؛ چنین زیرنویس‌هایی همچنین دارای توصیفاتی افزوده هستند که صداها و اصوات را برای بینندگان ناشنوا و کم‌شنوا بازمی‌نمایانند. زبان زیرنویس در پیام‌نما با زبان صوت اصلی مطابقت دارد، مگر در آن کشورهایی که چندزبانه هستند و ممکن است شبکه‌های پخش‌کننده در آن کشورها، در سایر صفحه‌های سامانهٔ پیام‌نما، زیرنویس‌ها را به زبان‌های دیگری ارائه کنند. زیرنویس‌گذاری در استاندارد EIA-608 مانند آنچه است که گفته شد. زیرنویس‌گذاری در لوح‌های بلوری و دی‌وی‌دی، و در برخی شبکه‌های پخش‌کنندهٔ پروضوح (DVB HD) نیز، فقط در این مسئله تفاوت دارد که به جای متن، از روش‌های فشرده‌سازیِ واحدهای ترسیمی استفاده می‌شود.

## انواع زیرنویس
از حیث رابطهٔ زیرنویس با پروندهٔ تصویری، می‌توان به دو نوع زیرنویس قائل شد؛ زیرنویس‌هایی که جداگانه‌اند، و زیرنویس‌هایی که همراه و پیوسته به پروندهٔ تصویری‌اند. زیرنویس‌های پیوسته نیز خود به دو دستهٔ دیگر تقسیم می‌شوند:
- نرم‌چسبیده (سافت‌ساب): این نوع زیرنویس‌ها را می‌توان به صورت دستی پنهان ساخت یا از پرونده‌های تصویری جدا کرد.
- سخت‌چسبیده (هاردساب): این نوع زیرنویس‌ها همواره بر پروندهٔ تصویری حک‌شده‌اند و نمی‌توان جدایشان کرد.

## کاربردهای نامعمول
گاهی اوقات، عمدتاً در جشنواره‌های فیلم، ممکن است زیرنویس در نمایشگری جداگانه که زیر پرده است، نمایش داده شود. با این تمهید، از این مسئله جلوگیری می‌شود که فیلم‌ساز نسخه‌ای زیرنویس‌شده از فیلمش را، چه بسا برای تنها یک نوبت نمایش، ایجاد و آماده کند.
از کاربردهای استثنایی‌ترِ زیرنویس نیز می‌شود به اپراهایی مانند ویدا وردی اشاره کرد که در آن اشعار ایتالیایی، خارج از صحنهٔ نمایش و بر صفحه‌هایی درخشان، یا بر نمایشگرهایی که روبه‌روی تماشاگران پشت صندلی‌ها متّصل شده، به زبان انگلیسی یا به زبان محلی‌ای دیگر زیرنویس می‌شود تا مخاطب بتواند داستان را دنبال کند.

## نرم‌افزارهای ویرایش‌گر زیرنویس
مترجمان، زیرنویس‌گذاری و ترجمهٔ آثار دیداری‌شنیداری را با استفاده از نرم‌افزارهایی که برای چنین کاری طرّاحی و ساخته شده‌اند، انجام می‌دهند. در میان این نرم‌افزارها، می‌شود از نمونه‌هایی نسبتاً نام‌آشناتر چون Subtitle Edit، ‏ Aegisub و Amara نام برد.